# Vocabulaire du cinéma
Le terme vocabulaire du cinéma désigne les moyens utilisés par les réalisateurs pour faire passer leur message. Il ne s'agit pas d'un lexique sur le cinéma, pour cela, voir
- Technique et grammaire cinématographique
- Wikipédia: Projet/Cinéma

De même que l'écrivain dispose de mots pour exprimer sa pensée, le réalisateur dispose d'un « vocabulaire ». Il faut comprendre par contre que le cinéma n'est pas une langue, au sens où il ne faut pas croire qu'un élément du langage cinématographique a nécessairement le même sens dans tous les contextes. Certaines pratiques récurrentes ont par contre créé certaines conventions. L'emploi du terme « vocabulaire » est ainsi plutôt métaphorique.
Les idées, les concepts, peuvent être transmis au spectateur par :
- l'image : l'image en elle-même présente une situation, une action (mouvement) ou bien fait ressentir des émotions ;
- le texte à l'écran :
  - intertitres : cartons entre les plans utilisés principalement dans le cinéma muet,
  - titres surimprimés, par exemple localisation dans l'espace et le temps (du type Washington D.C., 15 avril), texte explicatif (souvent utilisé en introduction), sous-titre, générique, …
  - affiche sur un mur, graffiti, enseigne, panneau indicateur, …
  - gros plan sur une feuille écrite : lettre, journal, document, …
- la parole :
  - mots prononcés par les personnages, monologue, dialogue
  - voix intérieure, expression de la pensée d'un personnage, pensée qu'il n'exprime pas verbalement dans la fiction
  - voix off : voix d'un narrateur extérieur à l'action ;
- musique : musique que peuvent entendre les personnages dans la fiction (musique diégétique), ou musique « ajoutée », ne faisant pas partie de la fiction (musique extra-diégétique).

## Vocabulaire et analyse
Le fait de parler de « vocabulaire » permet de faire de nombreux parallèles avec la littérature, autre procédé narratif, et de transposer notamment le lexique de la littérature, comme les figures de style (par exemple les ellipses).
Le fait de disposer de ces mots tirés de l'analyse littéraire permet d'exprimer des concepts et donc permet d'affiner l'analyse d'un film. Par exemple, on pourra, à propos du film Snake Eyes de Brian De Palma, parler du champ lexical du regard : accumulation d'éléments rapportant au regard
- éléments graphiques : présence des caméras, œil peint sur le mur (logo d'une chaîne de télévision), pierre de la bague sortant du mur (symbolisation de l'œil unique, de l'objectif de la caméra) ;
- éléments narratif, dramatiques : l'intrigue se base sur la différence des points de vue ; un des personnages casse ses lunettes ;
- éléments filmiques : utilisation par moments de caméra subjective, de prise de vue par les caméras de surveillance vidéo ;